# Ирганайское водохранилище
Ирганайское водохранилище — водоём в Дагестане (Россия), образованный на реке Аварское Койсу в результате строительства Ирганайской ГЭС. На берегах расположены посёлок Шамилькала, села Ирганай (Новый Ирганай), Зирани, Майданское.

## Основные характеристики
Площадь водохранилища при нормальном подпорном уровне 18 км², длина 21 км. Полная и полезная ёмкость водохранилища составляет 601 и 371 млн м³ соответственно, что позволяет осуществлять сезонное регулирование стока. Отметка нормального подпорного уровня водохранилища составляет 547 м над уровнем моря (по Балтийской системе высот), форсированного подпорного уровня — 548,4 м, уровня мёртвого объёма — 520 м.
Береговая линия длиной около 43 км сильно изрезана. Ширина водохранилища превышает в среднем 500 м, максимальная составляет 1,5 км.

## Строительство
Строительство плотины Ирганайской ГЭС было начато в 1977 году, но гидроэлектростанция превратилась в один из советских долгостроев. В результате заполнение водохранилища было закончено только в 2008 году. При создании водохранилища было затоплено 940 га сельхозугодий и садов, перенесено 521 строений. Полному переселению, в результате затопления, подверглось село Ирганай, частичному села Зирани и Майданское.
В результате спешки, с которой происходило заполнение водохранилища, санитарной очистке подверглось только 30 % его ложа, под воду в одну ночь 13 июня 2008 ушли так и не вырубленные сады, дома, хозяйственные постройки и кладбища (подробнее см. статью о ГЭС). По состоянию на 2020 год жители затопленных территорий так и не получили компенсаций в полном объёме и судятся с властями.

## Галерея
- Ирганайское водохранилище
- Ирганайское водохранилище
- Ирганайское водохранилище после сработки уровня
- Ирганайское водохранилище у села Майданского, видны остатки затопленных садов и бывшего Балаханского моста